# Frontier Records
Frontier Records is een Amerikaans onafhankelijk platenlabel uit Los Angeles. Het label werd opgericht in 1980 door Lisa Fancher, een voormalig werkneemster van BOMP! Records en auteur van de aantekeningen op het allereerste album van The Runaways.

## Geschiedenis
Frontier Records vergaarde al vrĳ snel na de oprichting succes door het uitbrengen van het album Group Sex van de band Circle Jerks. In de jaren erna volgden uitgaven van bands als Suicidal Tendencies, American Music Club, Heatmiser, Redd Kross, Thin White Rope, T.S.O.L., Christian Death en Young Fresh Fellows.
Op 7 november 2010 organiseerde Frontier Records een feest in het Echoplex in Los Angeles, ter ere van het 30-jarig bestaan van het label. Tĳdens het feest vond onder meer een reünie plaats van punkrockband Middle Class. Het was de eerste keer in 30 jaar tĳd dat de band weer optrad. Ook The Adolescents, Rikk Agnew, T.S.O.L., Avengers en The Flyboys traden op.

## Artiesten (selectie)
| - The Adolescents - American Music Club - Befour Three O'Clock - China White - Circle Jerks - Choir Invisible - Christian Death - Dharma Bums - Eddie and The Subtitles - EIEIO | - Flop - Flying Color - Heatmiser - Jacob's Mouse - Mallet-Head - Meanies - Middle Class - Mummydogs - Naked Prey - Redd Kross | - Rikk Agnew - Sacrilicious - Sebastian Bach - Shame Idols - Suicidal Tendencies - The Affected - The Blackeyed Susans - The Damned - The Flyboys | - The Long Ryders - The Pontiac Brothers - The Salvation Army - The Three O'Clock - The Weirdos - The Young Fresh Fellows - Thin White Rope - T.S.O.L. |